# 77
77（七十七、ななじゅうなな、ななじゅうしち、しちじゅうしち、ななそじあまりななつ）は、自然数また整数において、76の次で78の前の数である。

## 性質
- 77 は合成数であり、正の約数は 1, 7, 11, 77 である。
  - 約数の和は96。
- 77 = 7 × 11
  - 26番目の半素数である。1つ前は74、次は82。
  - 2つの連続する素数の積で表せる4番目の数である。1つ前は35、次は143。(オンライン整数列大辞典の数列 A006094)
- (77, 78) は4番目のルース＝アーロン・ペアである。1つ前は(15, 16)、次は(125, 126)。
- 1/77 = 0.012987… (下線部は循環節で長さは6)
  - 逆数が循環小数になる数で循環節が6になる15番目の数である。1つ前は70、次は78。
- 17番目の回文数である。1つ前は66、次は88。
  - 1桁の数を含まないとき7番目の回文数である。
  - 7が2つ並ぶゾロ目である。1つ前は66、次は88。
- 77 = 42 + 52 + 62
  - 連続する3つの数の平方数の和で表せる数である。1つ前は50、次は110。
  - n = 2 のときの 4n + 5n + 6n の値とみたとき1つ前は15、次は405。(オンライン整数列大辞典の数列 A074561)
  - 77 = 22 + 32 + 82 = 42 + 52 + 62
    - 3つの平方数の和2通りで表せる12番目の数である。1つ前は75、次は83。(オンライン整数列大辞典の数列 A025322)
    - 異なる3つの平方数の和2通りで表せる4番目の数である。1つ前は74、次は86。(オンライン整数列大辞典の数列 A025340)

  - 77 = 22 + 32 + 82
    - n = 2 のときの 2n + 3n + 8n の値とみたとき1つ前は13、次は547。(オンライン整数列大辞典の数列 A074530)
- 最初の8つの素数の和で表せる数である。1つ前は58、次は100。
77 = 2 + 3 + 5 + 7 + 11 + 13 + 17 + 19
  - 8連続素数和とみたとき最小の数である。次は98。
- n = 77 のときの n! + 1 で表せる 77! + 1 は9番目の階乗素数である。1つ前は73、次は116。(オンライン整数列大辞典の数列 A002981)
- √6000 に最も近い整数である。√6000 = 77.45966…。772 = 5929, 782 = 6084。
- 各位の和が14になる3番目の数である。1つ前は68、次は86。
- 各位の平方和が98になる最小の数である。次は149。(オンライン整数列大辞典の数列 A003132)
  - 各位の平方和が n になる最小の数である。1つ前の97は49、次の99は177。(オンライン整数列大辞典の数列 A055016)
- 各位の立方和が686になる最小の数である。次は707。(オンライン整数列大辞典の数列 A055012)
  - 各位の立方和が n になる最小の数である。1つ前の685は1567、次の687は177。(オンライン整数列大辞典の数列 A165370)
- 1から100までの合成数かつ末尾が7の数で唯一、3の倍数ではない。
- すべての桁が素数である20番目の数である。1つ前は75、次は222。(オンライン整数列大辞典の数列 A046034)
- 77 = 34 − 4
  - n = 4 のときの 3n − n の値とみたとき1つ前は24、次は238。(オンライン整数列大辞典の数列 A000325)
- 77 = 43 + 42 − 4 + 1
  - n = 4 のときの n3 + n2 − n + 1 の値とみたとき1つ前は34、次は247。(オンライン整数列大辞典の数列 A100109)

## その他 77 に関すること
- 原子番号 77 の元素はイリジウム (Ir)。
- 77歳を喜寿という。「喜」の略字を分解すると「七十七」になることから。
- 3月18日は、平年のみ年始から77日目に当てはまる。
- 第77代天皇は後白河天皇。
- 日本の第77代内閣総理大臣は海部俊樹。
- 第77代ローマ教皇はアデオダトゥス2世（在位：672年4月11日～676年6月17日）である。
- 2001年の同時多発テロでハイジャックされたアメリカン航空77便は、アメリカ国防総省（ペンタゴン）に突入した。（→アメリカン航空77便テロ事件）
- クルアーンにおける第77番目のスーラは送られるものである。
- エフエム滋賀 - 周波数が 77.0 MHz で、放送局ジングルにおいても「e-radio 77 FM（イーレイディオ　セブンセブン　エフエム）」とコールされることがある。
- 『77 〜And, two stars meet again〜』は2009年7月31日に発売されたアダルトゲーム。
- サンセット77 - 1958年から1964年にかけてアメリカ・ABCにて放映されたドラマ作品。
- 『7月7日、晴れ』は、フジテレビジョン製作の日本映画（1996年5月11日公開）、およびその映画主題歌 (DREAMS COME TRUE)。
- 読売ジャイアンツ・川上哲治の監督在任時の背番号は77。
- 星野仙一は監督在任時（中日ドラゴンズ、阪神タイガース、東北楽天ゴールデンイーグルス）の背番号を77にしていた。楽天ではその77が自身の永久欠番となった。
- 愛媛マンダリンパイレーツの弓岡敬二郎の永久欠番(77)。
- 七十七銀行：宮城県仙台市に本店を置く地方銀行（旧・第七十七国立銀行）
- JR九州77系客車：JR九州が所有・運行する鉄道車両。